# كالفين كانغ لي لونق
كالفين كانغ لي لونق (بالإنجليزية: Calvin Kang Li Loong)‏ هو منافس ألعاب قوى سنغافوري، ولد في 16 أبريل 1990 في سنغافورة.

## وصلات خارجية
- الموقع الرسمي
- كالفين كانغ لي لونق على موقع الاتحاد الدولي لألعاب القوى (الإنجليزية)
- كالفين كانغ لي لونق على موقع اللجنة الأولمبية الدولية (الإنجليزية)
- كالفين كانغ لي لونق على موقع أوليمبيديا (الإنجليزية)
- كالفين كانغ لي لونق على موقع اللجنة الأولمبية السنغافورية (الإنجليزية)
- كالفين كانغ لي لونق على موقع اتحاد ألعاب الكومنولث (مؤرشف) (الإنجليزية)